# Thorkild Jacobsen
Pour les articles homonymes, voir Jacobsen.
Thorkild Jacobsen (7 juin 1904 – 2 mai 1993) est un historien danois renommé, spécialiste en assyriologie et en littérature sumérienne.

## Biographie
Thorkild Peter Rudolph Jacobsen obtient sa maîtrise (magister philosophiæ) à l'université de Copenhague, puis part étudier aux États-Unis, à l'Institut oriental de Chicago où il obtient son doctorat.
Il commence sa carrière d'assyriologue lors de l'expédition en Irak de l’Institut oriental de Chicago de 1929-1937, et en 1946 il devient directeur de l’Oriental Institute. Il est doyen de la faculté des humanités de 1948 à 1951, et un des éditeurs de l’Assyrian Dictionary de 1955-1959, ainsi que professeur des institutions sociales de 1946 à 1962. En 1962, Jacobsen obtient le poste de professeur d'assyriologie à l'université d'Harvard, où il demeure jusqu'à sa retraite en 1974.
Il meurt à l'âge de 88 ans à Bradford (New Hampshire).

## Principales publications
- Sumerian King List (1939)
- The Temple Oval at Khafajah - chapitre par Thorkild Jacobsen (1940)
- Towards the Image of Tammuz and Other Essays on Mesopotamian History and Culture - édité par William L. Moran (1970)
- The Treasures of Darkness: A History of Mesopotamian Religion (1976)
- The Intellectual Adventure of Ancient Man: An Essay of Speculative Thought in the Ancient Near East (1977)
- The Harps that Once... Sumerian Poetry in Translation (1987)

## Liste partielle de ses fouilles
- Eshnunna
- Khafadje
- Tell Agrab
- Nerebtum (Tell Ishchali)
- Lagash

## Récompenses
Il reçut le prix Guggenheim Fellowship pour ses études sur le Proche-Orient ancien en 1968.